# Noiembrie 2001
Acest articol este generat integral pe baza informațiilor din articolul 2001 și este actualizat periodic de un robot.
 Editările făcute în articol vor fi șterse la următoarea actualizare! Dacă doriți să faceți modificări, editați articolul-sursă.

ianuarie -
februarie -
martie -
aprilie -
mai -
iunie -
iulie -
august -
septembrie -
octombrie -
noiembrie -
decembrie
Noiembrie 2001 a fost a unsprezecea lună a anului și a început într-o zi de joi.

## Evenimente
- 2 noiembrie: Forumul Global, organizație internațională de frunte în domeniul cooperării oraș-la-oraș, este înființat de ambasadorul Uri Savir.
- 4 noiembrie:
  - Uraganul Michelle lovește Cuba, distrugând recoltele și mii de case.
  - Serviciul de poliție din Irlanda de Nord este înființat, ca succesor al Royal Ulster Constabulary.
- 5 noiembrie: Ministrul Turismului, Dan Matei Agathon, lansează la Sighișoara proiectul Dracula Park. Investiția, estimată la 40 de milioane de dolari, la care au subscris 14.000 de români, prevedea construirea pe 50 de hectare a mai multor clădiri printre care un castel al lui Dracula și un Institut Internațional de Vampirologie. Proiectul a eșuat.
- 7 noiembrie: Sabena, compania aeriană națională din Belgia, intră în faliment.
- 10 noiembrie:
  - Alegeri federale australiene din 2001: Guvernul coaliției liberale/naționale a lui John Howard este reales cu o majoritate ușor crescută, învingând Partidul Laburist condus de Kim Beazley.
  - Ploile abundente și alunecările de noroi din Algeria ucid peste 900 de oameni.
- 11 noiembrie: Este lansat în cinematografe filmul Harry Potter and the Philosopher's Stone (în română Harry Potter și Piatra Filozofală), bazat pe romanul omonim scris de J. K. Rowling. Filmul este regizat de Chris Columbus și îi are ca actori principali pe: Daniel Radcliffe, Rupert Grint, Emma Watson, Richard Harris, Robbie Coltrane, Alan Rickman și Maggie Smith. Este filmul cu cele mai mari încasări ale anului 2001.
- 11 noiembrie: Jurnaliștii Pierre Billaud, Johanne Sutton și Volker Handloik, sunt uciși în Afganistan în timpul unui atac asupra convoiului în care călătoresc.
- 12 noiembrie:
  - Zborul American Airlines 587 s-a prăbușit în Queens la câteva minute după decolarea de pe Aeroportul Internațional John F. Kennedy, ucigându-i pe toți cei 260 de pasageri de la bord.
  - Război din Afganistan: Forțele talibane abandonează Kabul înaintea trupelor Alianței Nordului.
- 13 noiembrie: În primul astfel de act de după cel de-Al Doilea Război Mondial, președintele american George W. Bush, semnează un ordin executiv care permite tribunalelor militare împotriva oricărui străin suspectat de legături cu acte teroriste sau acte planificate împotriva Statelor Unite.
- 14 noiembrie: Război din Afganistan: Luptătorii Alianței Nordului preiau capitala Kabul.
- 15 noiembrie: Microsoft lansează consola Xbox, în Statele Unite, și intră pe piața jocurilor video.
- 23 noiembrie: Convenția privind criminalitatea informatică este semnată la Budapesta, Ungaria.
- 27 noiembrie: O atmosferă de hidrogen este descoperită pe planeta extrasolară Osiris, de către telescopul spațial Hubble, prima atmosferă detectată pe o planetă extrasolară.
- 30 noiembrie: Gary Ridgway, alias The Green River Killer, este arestat în fața fabricii de camioane în care lucrase, în Renton, Washington, Statele Unite. Arestarea sa marchează sfârșitul uneia dintre cele mai îndelungate anchete de omucidere din istoria Statelor Unite.

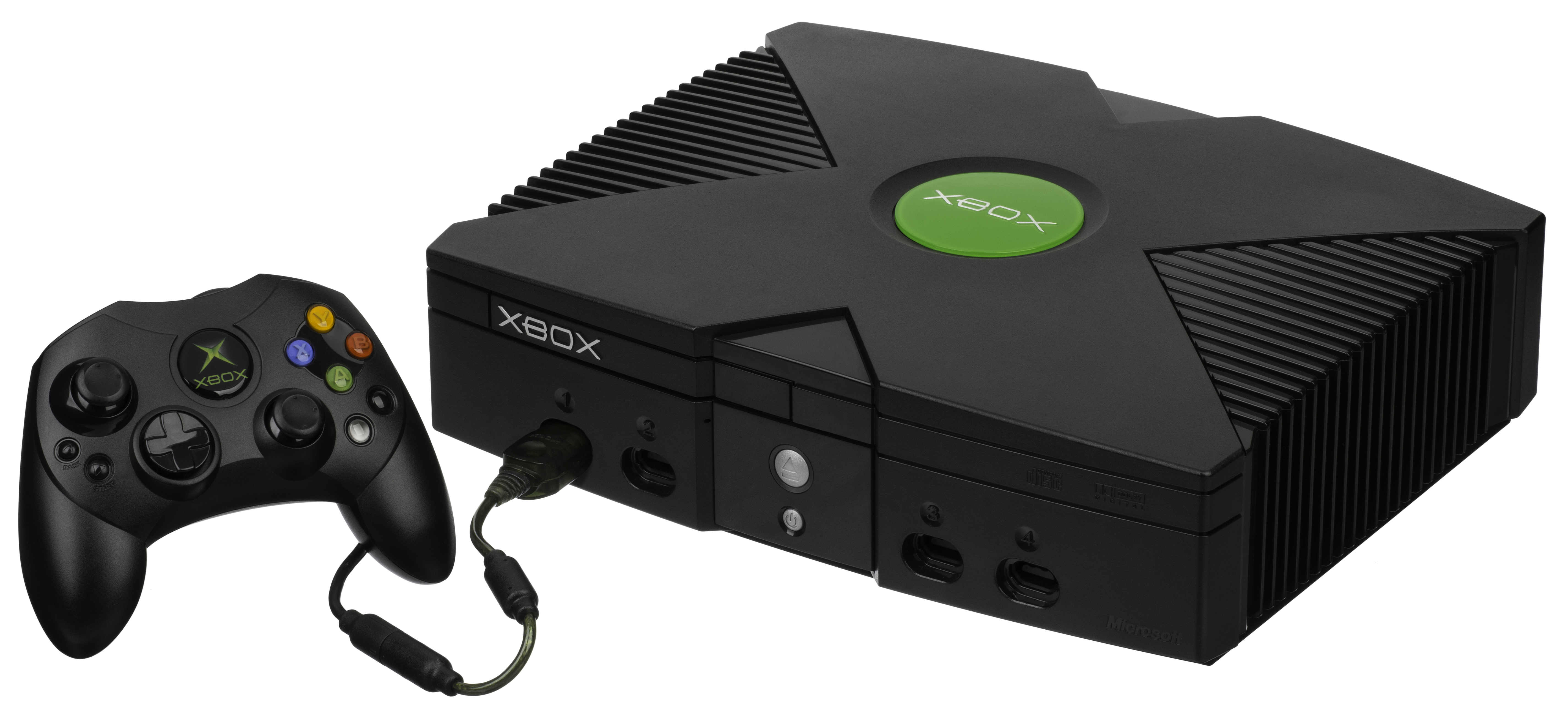
15 noiembrie: Microsoft lansează Xbox
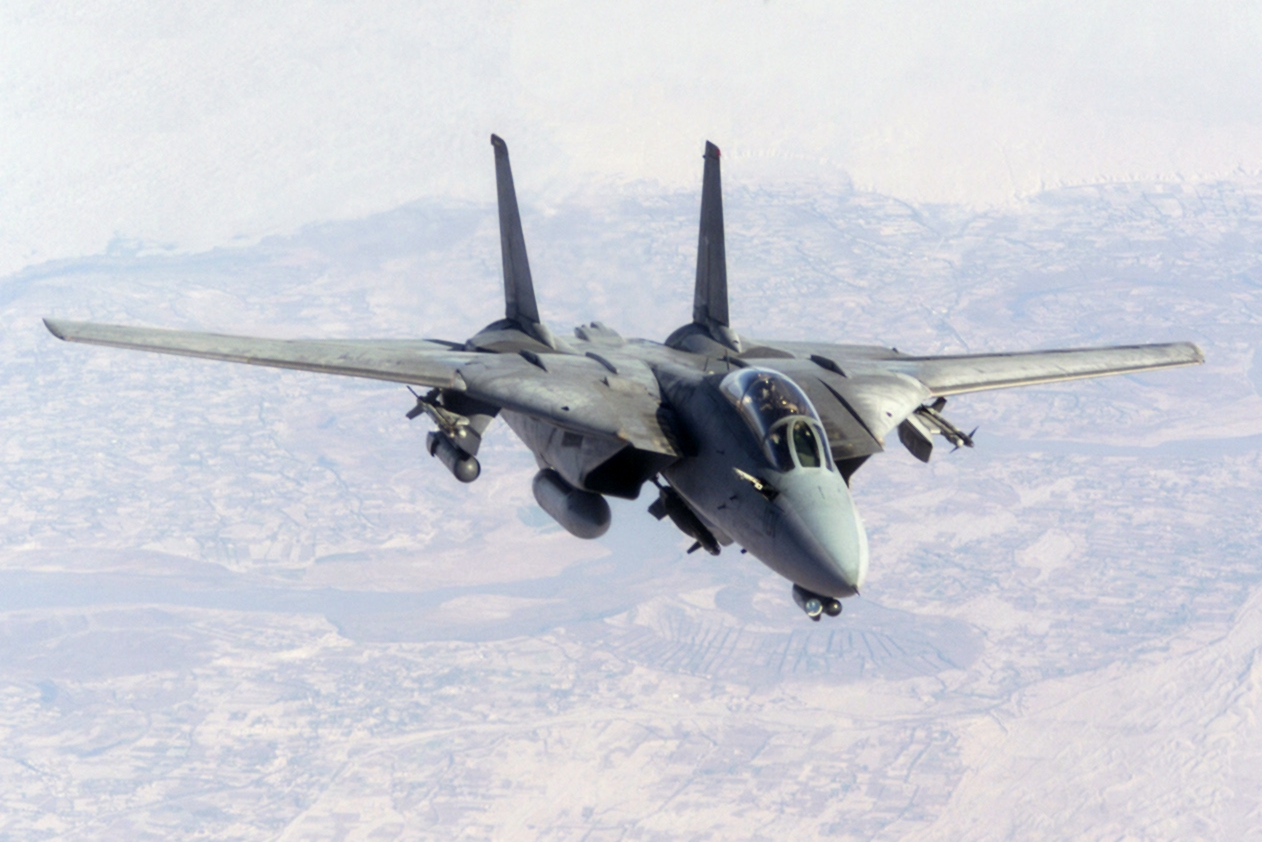
7 noiembrie: Avion american F-14D survolând în Afghanistan
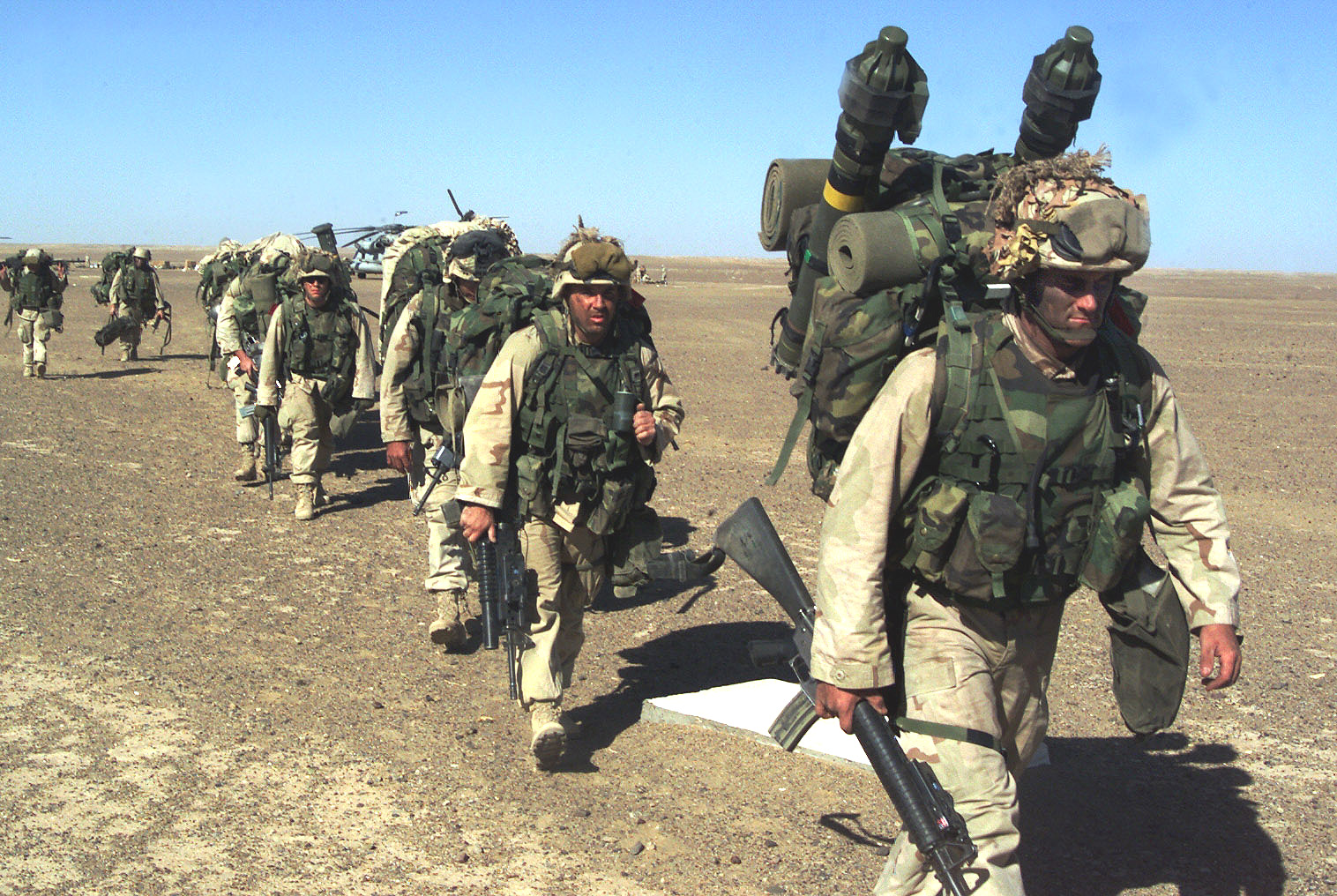
25 noiembrie: Pușcași marini americani patrulând în Afghanistan

## Decese
- 1 noiembrie:  Juan Bosch (Juan Emilio Bosch Gaviño), 92 ani, președintele Republicii Dominicane (1963), (n. 1909)
- 3 noiembrie: Sir Ernst Gombrich (Ernst Hans Josef Gombrich), 92 ani, istoric de artă născut în Austria (n. 1909)
- 5 noiembrie: Gholam Reza Azhari (Arteshbod Gholam Reza Azhari), 89 ani, al 73-lea prim-ministru al Iranului (1978), (n. 1912)
- 6 noiembrie:  Anthony Shaffer (Anthony Joshua Shaffer), 75 ani, romancier și dramaturg englez (n. 1926)
- 7 noiembrie: Geoffrey Jenkins, scriitor sud-african (n. 1920)
- 9 noiembrie: Giovanni Leone, 93 ani, prim-ministru și al șaselea președintele Italiei (1971-1978), (n. 1908) [1]
- 10 noiembrie: Ken Kesey (Kenneth Elton Kesey), 66 ani, autor american (n. 1935) [2]
- 14 noiembrie: Dinu Negreanu, regizor de film (n. 1917)
- 17 noiembrie: Michael Karoli, muzician german (n. 1948)
- 20 noiembrie: Constantin Dumitrache, istoric român (n. 1948)
- 21 noiembrie: Ion Cristinoiu, muzician român (n. 1942)
- 23 noiembrie: Krishnananda Saraswati, filosof indian (n. 1922)
- 23 noiembrie: Gheorghe Cacoveanu, fotbalist român (n. 1935)
- 24 noiembrie: Melanie Thornton (Melanie Janene Thornton), 34 ani, cântăreață americană (n. 1967)
- 25 noiembrie: Gohar Shahi, 60 ani, lider spiritual pakistanez (n. 1941)
- 29 noiembrie: George Harrison, 58 ani, muzician englez (The Beatles), (n. 1943) [3]
- 29 noiembrie: John Mitchum, 82 ani, actor american (n. 1919)